# チャンドラグプタ1世
チャンドラグプタ1世（Candragupta、生没年不詳、在位：320年 - 335年）は、古代インドのグプタ朝の創始者である。

## 来歴
パータリプトラのグプタ家の生まれ。クシャーナ朝の衰退後に、マガンダ国（マガダ国）のあった現在のビハール州で台頭した。マガダの地はかつてマウリヤ朝を建てたチャンドラグプタが基盤とした土地でもあり、それを継ぐ者という意識を持っていたようである（ただし、チャンドラグプタとチャンドラグプタ1世の間に血縁などの関係は全くない）。また、バイシャリに依拠する一族で釈迦とも縁のあるリッチャヴィ族の名家から妃クマーラ・デーヴィーを娶り、地位を固める。ガンジス川中流域を征服し北インドを統一してパータリプトラを首都にグプタ朝を建国し、マハーラージャーディラージャ（諸王の中の大王）を称する。320年をグプタ紀元に制定し、以後北インドで暦として使用される。
その後、王朝は第2代の王サムドラグプタ、そしてチャンドラグプタ2世へと受け継がれる。